# اودانگان
اودانگان (به فرانسوی: Audinghen) یک کمون در فرانسه است که در پا-دو-کاله واقع شده‌است. اودانگان ۱۳٫۰۹ کیلومتر مربع مساحت دارد ۶۸ متر بالاتر از سطح دریا واقع شده‌است.